# АИАДМК
Всеиндийская федерация дравидского прогресса имени Аннадураи (англ. All India Anna Dravida Munnetra Kazhagam, там. அனைத்திந்திய அண்ணா திராவிட முன்னேற்றக் கழகம, встречается также аббревиатура ВИАДМК) — одна из двух ведущих региональных партий индийского штата Тамилнад.

## История
Партия была основана в 1972 г. бывшей звездой тамильского кино М. Г. Рамачандраном, вышедшим из состава партии Дравида Муннетра Кажагам (Dravida Munnetra Kazhagam) из-за разногласий с её лидером М. Карунанидхи. Названа в честь Аннадураи — одного из основателей ДМК (к тому времени уже покойного). С тех пор ДМК является главным соперником АИАДМК на региональном уровне. Впервые АИАДМК пришла к власти в штате в 1977 г. после того, как федеральное правительство распустило сформированное ДМК правительство Тамилнада из-за обвинений в коррупции. В 1980 г. аналогичные обвинения были выдвинуты против АИАДМК, что, однако, не помешало партии остаться у власти благодаря огромной популярности М. Г. Рамачандрана.
Однако на протяжении 80-х, по мере того как ухудшалось здоровье лидера и степень его участия в делах партии, внутри АИАДМК усиливалась борьба между двумя группировками. В итоге, после смерти Рамачандрана в 1987г, партия раскололась на две фракции, одну из которых возглавила вдова Рамачандрана Джанаки, а другую — его протеже и тоже бывшая кинозвезда Джаялалита. Большинство в парламенте Тамилнада оказалось за фракцией Джанаки Рамачандран, и она возглавила правительство. Однако в 1989 г. расколотая АИАДМК потерпела сокрушительное поражение на местных выборах от ДМК, что послужило толчком к воссоединению партии под руководством Джаялалиты. Первым удачным политическим шагом нового лидера стало создание коалиции с Индийским национальным конгрессом на федеральных выборах того же года. Коалиция получила большинство мест от Тамилнада, но неудачное выступление ИНК в хиндиязычных штатах не позволило ему сформировать федеральное правительство.
В 1991 г., после того как сначала федеральное правительство распустило правительство Тамилнада из-за связей ДМК с ланкийской национально-освободительной организацией «Тигры освобождения Тамил Илама (ТОТИ)», а затем само пало из-за вотума недоверия, 24 мая одновременно должны были пройти выборы в Лок Сабху и ассамблею Тамилнада. Однако 21 мая лидер ИНК Раджив Ганди был убит смертницей ТОТИ в Шриперумбудуре, под Мадрасом (ныне Ченнаи), и выборы были перенесены на месяц. В этой ситуации АИАДМК верно рассчитала силы и вновь создала коалицию с ИНК, что и способствовало её убедительной победе на местных выборах и удачному выступлению на федеральных. АИАДМК вновь сформировала правительство.
Годы пребывания АИАДМК у власти в 1991—1996 г. были отмечены типичными для Индии обвинениями в коррупции и нецелевом использовании бюджетных средств, которые, однако, по мнению многих, приобрели небывалый размах. В результате, ДМК, даже несмотря на раскол 1996г, когда из неё выделилась новая партия МДМК (Marumalarchi Dravida Munnetra Kazhagam), обошла АИАДМК на местных выборах 1996 г. с большим перевесом.
Оказавшись в оппозиции, лидеры АИАДМК решили сменить традиционных партнёров по коалициям и выступили на федеральных выборах 1998 г. в коалиции с Бхаратия Джаната Парти. Это решение оказалось успешным, более того, АИАДМК оказалась ключевым членом сформированного БДП альянса, поскольку без её голосов тот не имел большинства в парламенте. Это позволило АИАДМК активно лоббировать интересы Тамилнада на национальном уровне и тем самым резко повысить свой рейтинг в штате. Однако подобное лоббирование вызывало резкое недовольство других членов альянса, в особенности партии Телугу Десам. Центральная пресса активно публиковала памфлеты о том, что для принятия важных государственных решений лидерам страны приходится регулярно летать в Ченнаи, чтобы лично убедить Джаялалиту поддержать их. В итоге, не добившись реализации ряда энергетических проектов, в 1999 г. АИАДМК отказалась от поддержки правительства Атала Бихари Ваджпаи, инициировав тем самым вотум недоверия. В результате 273 голосами (при 272 необходимых) правительство Ваджпаи было отправлено в отставку, и были назначены досрочные выборы в Лок Сабху.
На новые выборы АИАДМК пошла в коалиции с ИНК. Однако расчёт лидеров партии оказался неточным — несмотря на уверенное выступление альянса в Тамилнаде, на национальном уровне БДП сильно укрепила свои позиции и в поддержке АИАДМК больше не нуждалось. В результате, несмотря на то, что в новом парламенте АИАДМК имела больше мест, чем в предыдущем, всякое влияние на национальном уровне партия утратила.
Тем не менее, на уровне штата АИАДМК удалось сохранить симпатии избирателей вплоть до 2001г, когда прошли очередные местные выборы. АИАДМК вновь обошла ДМК и сформировала правительство. По сравнению с 1991—1996 гг., скандалов и обвинений в коррупции стало намного меньше. Возглавляемое Джаялалитой правительство предприняло ряд непопулярных мер, как то: запрещение продажи табака, запрет лотерей и ограничение торговли спиртным. Экономические реформы способствовали развитию высокотехнологичных производств в штате. Однако руководство АИАДМК прогадало, пойдя в 2004 г. на федеральные выборы в непопулярной коалиции с БДП, не получившей в итоге ни одного места. Тем не менее, достаточное эффективное руководство в период восстановления ряда территорий штата после разрушительного цунами 26 декабря 2004 г. позволило вновь повысить рейтинг АИАДМК. Впрочем, это не помешало возглавляемому ДМК Демократическому прогрессивному альянсу победить блок АИАДМК-МДМК на выборах в ассамблею штата в апреле-мае 2006 г.